# (5617) Emelyanenko
(5617) Emelyanenko es un asteroide perteneciente al cinturón de asteroides descubierto el 5 de marzo de 1989 por Eleanor F. Helin desde el Observatorio del Monte Palomar, Estados Unidos.

## Designación y nombre
Designado provisionalmente como 1989 EL. Fue nombrado Emelyanenko en honor a Vyacheslav Emelyanenko, jefe del departamento de mecánica teórica de la Universidad Estatal de los Urales del Sur, realizó un estudio de por vida sobre la mecánica celeste, con importantes contribuciones para comprender la evolución dinámica de los cometas, los planetas menores y las corrientes de meteoritos.

## Características orbitales
Emelyanenko está situado a una distancia media del Sol de 2,425 ua, pudiendo alejarse hasta 2,770 ua y acercarse hasta 2,079 ua. Su excentricidad es 0,142 y la inclinación orbital 5,430 grados. Emplea 1379,55 días en completar una órbita alrededor del Sol.

## Características físicas
La magnitud absoluta de Emelyanenko es 13,7. Tiene 4,748 km de diámetro y su albedo se estima en 0,252. 